# Еллі Шлейн
Елена Етель «Еллі» Шлейн (італійська вимова: [ˈɛlli ˈʃlain]; нар. 4 травня 1985 року) — італійська політикиня та блогерка, секретарка Демократичної партії (ДП) з 12 березня 2023 року. Входить до Палати депутатів Італії, раніше була віцепрезиденткою Емілії-Романьї та депутаткою Європарламенту. 26 лютого 2023 року обрана новою секретаркою ДП.
18 квітня 2023 року Шлейн висловила особисту думку на користь сурогатного материнства.
У лютому 2020 року зробила камінг-аут як бісексуалка. Описує себе як феміністку та прогресивістку.